# Benno Tschischwitz
Benno Johann Friedrich Tschischwitz (* 11. Februar 1828 in Schweidnitz, Provinz Schlesien; † 8. Dezember 1890 ebenda) war ein deutscher Pädagoge, Philologe, Gymnasiallehrer, Übersetzer und Schriftsteller mit den Wirkungsorten Halle (Saale) (1852–1854 und 1861–1872), Bremen (1854–1860), Zürich (1872–1876) und Celle (1876–?).

## Leben und Schaffen
1842 wurde er zu seinem Onkel, einem Zimmermeister, nach Wüstewaltersdorf in die Lehre gegeben, damit er dort das Handwerk erlernte. 1849 legte er die Reifeprüfung am Gymnasium Schweidnitz ab. Anschließend studierte er Geschichte, Klassische und Neuphilologie, Philosophie und Literaturgeschichte an der Universität Halle, unter anderem bei Heinrich Leo und Robert Prutz. 1854 trat er eine Stelle als Sprachlehrer an einem Bremer Handelsinstitut an, wenig später wechselte er an eine Höhere Töchterschule in Bremen.
Ab 1860 unterrichtete er an der Realschule des Waisenhauses der Franckeschen Stiftungen in Halle. 1871 habilitierte er sich auf Betreiben August Friedrich Potts mit der Arbeit „De ornatibus epithetis in Shakesperi operibus“ für Neuere Philologie, speziell Anglistik. 1874 wurde er auf eine Professur am Polytechnikum Zürich berufen. 1877 bot ihm die preußische Regierung eine Anstellung als Oberlehrer am Gymnasium in Celle an. Später übersetzte und edierte er William Shakespeares Gedichte und Walter Scotts Romane.

## Schriften
- Die Letzte der Inka oder; Franz Pizarro’s Tod. Trauerspiel in fünf Aufzügen. Dubbers, 1858.
- Nachklänge germanischer Mythe in den Werken Shakespeares. Halle 1865.
- Shakspeare's Staat und Königthum; nachgewiesen an der Lancaster-Tetralogie. Typis orphanotrophei, Halle 1866.
- Articuli determinativi anglici historia. Barthel, Halle 1867.
- Shakspere's Hamlet; vorzugsweise nach historischen Gesichtspuncten erläutert. Barthel, Halle 1868.
- De ornantibus epithetis in Shaksperi operibus. Typis orphanotrophei, Halle 1871.